# Gora Tupoleva
Gora Tupoleva (englische Transkription von russisch Гора Туполева Gora Tupolewa) ist ein Nunatak in den Prince Charles Mountains des ostantarktischen Mac-Robertson-Lands. In der Aramis Range ragt er östlich des Murray Dome auf.
Russische Wissenschaftler benannten ihn. Der Namensgeber ist nicht überliefert.